# Ruspolia flavovirens
Ruspolia flavovirens är en insektsart som först beskrevs av Heinrich Hugo Karny 1907.  Ruspolia flavovirens ingår i släktet Ruspolia och familjen vårtbitare. Inga underarter finns listade i Catalogue of Life.